# یادآوری
یادآوری نام یک مجموعهٔ تلویزیونی است که در شبکهٔ آی‌فیلم تولید شده‌است. این سریال با متنی از «رؤیا غفاری»، به کارگردانی حجت قاسم‌زاده اصل و به تهیه‌کنندگی «احمد زالی» در ۴۱ قسمت در سال ۱۳۹۲ ساخته شده‌است. همچنین این سریال در سال ۱۳۹۴ از شبکه پنج نیز بازپخش شده‌است.
تیتراژ این سریال را رضا یزدانی با ترانه ای به نام ساعت صفر خواند. اين سريال از پربيننده ترين سريال هاي انحصاري آي فيلم بوده است كه با استقبال منتقدان و مخاطبان مواجه شد.

## خلاصه داستان
یادآوری داستان افرادی را روایت می‌کند که پس از مرگ، فرصتی دوباره برای زندگی می‌یابند. کسانی که سرنوشت، آنان را بعد از رویارویی با مرگ و بازگشت به حیات، به هم پیوند می‌زند؛ و اکنون، این نجات‌یافتگان می‌کوشند تا…

## بازیگران
- امیر آقایی (تیمور)
- فرهاد قائمیان (سرگرد مکی)
- روزبه حصاری (علی اعلایی)
- متین ستوده (شیوا)
- مهران احمدی (مراد)
- رؤیا تیموریان (فریده)
- سینا محمدی‌فر (امین)
- وحید جلیلوند (فرهمند)
- مریم بوبانی (عزیز)
- پرویز پورحسینی (سعادت)
- فرخ نعمتی (جلال)
- ثریا قاسمی (شمسی)
- مسعود رایگان (مهجور)
- بهرام ابراهیمی (فراز)
- سهیلا رضوی (معصومه)
- مهرداد ضیایی (نصرت)
- پریوش نظریه (ژیلا)
- قاسم زارع (غلام)
- علی اوسیوند (حبیب)
- پردیس احمدیه (فرشته)
- رحیم نوروزی (سهیل)
- سید مهرداد ضیایی (نیازی)
- نیما هاشمی (صدرا)
- امیرحسین مدرس (شیخی)
- بهناز جعفری (ثریا)
- شبنم معززی (مینو)
- افشین سنگ‌چاپ (جلیل)
- شیما نیکپور (شیدا)
- رها خدایاری (سهیلا)
- مجید مشیری (مهندس محبوب)
- رضا آحادی (عماد)
- صدف نورمحمد (افسانه)
- سام کبودوند (بیات)
- روح‌الله کمانی (دارابی)
- منوچهر علیپور (سرکارگر)
- قربان نجفی (روزبه امانی)
- حسین فلاح (اسد)
- مهوش صبرکن (مهری)
- اتابک نادری (سرگرد نجفی)
- مسعود سخایی (کمالوند)
- خسرو فرخزادی (پدر فرشته)
- میثم رازفر (رضا)
- صادق بهاری (علیپور)
- شیوا خسرومهر (وکیل)
- حنیف سلطانی سروستانی (سیروس)
- باربد بابایی‌فر (دکتر عرشیا)
- مهرداد فلاحتگر (پدر عماد)
- حسین فرضی‌زاده (سیامک)
- مهوش وقاری (محبوبه)
- مهران ضیغمی (سینا)
- نادر فلاح (لطیف)
- مهیار شاپوری (شهاب)
- میثاق جمشیدی (مددکار)
- مهرآسا صمدی (خانم حیدری)
- ماندانا نصرتی (خوشکام)
- سپهر حق‌شناس (فؤاد)
- نبی الله پیرهادی (سرهنگ نکیسا)
- میلاد یزدانی (فیاض)
- محمد بروشنورد (پسرک شمالی)